# Telugu jezici
Telugu jezici, jedna od dviju glavnih skupina južnih-centralnih dravidskih jezika koji se govore na području indijskih država Andhra Pradesh, Karnataka, Orissa, Tamil Nadu, Maharashtra. 
Obuhvaća (5) jezika: chenchu jezik [cde], 26.000 (2007); manna-dora [mju], broj govornika nepoznat. Etničkih: 30.000; savara [svr], 20.200 (2000); telugu [tel], 69.600.000 u Indiji (1997); waddar [wbq], 1,930,000 (2003 IMA).
Ukupno preko 70.000.000 govornika, poglavito, telugu.

## Vanjske poveznice
- Ethnologue (14th)
- Ethnologue (15th)